# Faca balística
Uma faca balística é uma faca com lâmina removível que pode ser ejetada a uma distância de vários metros pressionando um gatilho ou operando uma alavanca ou interruptor no cabo. As facas balísticas movidas a mola apareceram pela primeira vez em livros e reportagens da imprensa sobre as forças armadas soviéticas e do Bloco Oriental no final dos anos 1970. As facas balísticas produzidas comercialmente ganharam notoriedade nos Estados Unidos em meados da década de 1980, depois de serem comercializadas e vendidas nos Estados Unidos e em outros países ocidentais. Desde então, a comercialização e venda de facas balísticas a civis foi restringida ou proibida por lei em vários países.

## Uso
Em sua forma movida por mola, a lâmina de uma faca balística é teoricamente capaz de ser disparada a um alcance efetivo de cerca de 5 metros a uma velocidade de 63 km/h. Facas balísticas que usam ar comprimido ou propulsão a gás para disparar a lâmina podem ser um pouco mais poderosas e não sofrem fadiga da mola com o tempo.
Além da propulsão por mola, ar ou gás, a lâmina de uma faca balística também pode ser impulsionada por uma carga explosiva, como um festim de pistola vazio.

## Na cultura popular
- As facas balísticas podem ser empregadas como armas secundárias no jogo eletrônico Call of Duty: Black Ops e na sua sequência Call of Duty: Black Ops 2.